# تاداکی ماتسوبارا
تاداکی ماتسوبارا (انگلیسی: Tadaaki Matsubara؛ زادهٔ ۲ ژوئیهٔ ۱۹۷۷) بازیکن فوتبال اهل ژاپن است.
از باشگاه‌هایی که در آن بازی کرده‌است می‌توان به باشگاه فوتبال شیمیزو اس-پالس و باشگاه فوتبال توکیو وردی اشاره کرد.